# Hyrtacus semoni
Hyrtacus semoni är en insektsart som beskrevs av Brunner von Wattenwyl 1907. Hyrtacus semoni ingår i släktet Hyrtacus och familjen Phasmatidae. Inga underarter finns listade i Catalogue of Life.